# 卓夢采
卓夢采（？—1758年），字狷夫，鳳山縣庠生（生員），清朝詩人。生平及詩作於《鳳山縣采訪冊》、《重修鳳山縣志》史籍中均有記載。

## 生平
卓夢采生於清康熙年間，清朝秀才，早有文名，著有〈鳳岫春水〉等詩文作品。康熙六十年（1721年），朱一貴事件爆發，戰事影響及台灣南部（清代臺灣縣、鳳山縣），卓夢采曾被朱一貴招募，但卓夢采不僅予以拒絕，甚至留傳「寧餓死，毋從賊」之名言。康熙六十一年（1722年），清廷平定朱一貴事件後，卓夢采獲知縣陳志泰頒贈的「儒林芳標」一匾，以表彰其氣節。乾隆二十三年過世。
與其子卓肇昌均有詩作傳世，連橫在臺灣詩乘評「臺灣前人之詩，頗少刊集。其存者每在方志，而『鳳山志』所收尤廣。然多近試帖，選取未精；唯卓夢采父子之作，較有可觀。」

## 文化資產
2006年，卓夢采墓被列為市定古蹟。